# 황태 (수)
황태(皇泰)는 중국 수(隋) 공제(恭帝) 양동 (수)(楊侗)의 연호로 수나라의 마지막 연호(비공식 연호)이다. 618년 6월에서 619년 5월까지 11개월 동안 사용하였다. 618년 3월, 수 양제(煬帝)가 시해되고 5월에 낙양(洛陽)에 소식이 전해지자 낙양의 신료들에 의해 월왕(越王) 양동이 같은 해 6월 22일에 황제에 추대되고 개원하였다. 일반적으로 양동은 수나라의 정통 황제로 인정되지 않기 때문에 양동은 시호가 없고 연호인 황태에서 따와 황태주로 불린다. 619년 5월 23일, 양동은 왕세충(王世充)에게 선위하고 황제에서 물러났으며 이로써 왕세충의 정(鄭)이 건국되고 수나라는 완전히 멸망하였다.
같은 시기에 사용된 다른 연호로는 수 공제 양유가 사용한 의녕(義寧 : 617년 ~ 618년), 당(唐)에서 사용한 무덕(武德 : 618년 ~ 626년), 주찬(朱粲)의 초(楚) 정권이 사용한 사연호 창달(昌達), 임사홍(林士弘)의 초(楚) 정권이 사용한 사연호 태평(太平), 두건덕(竇建德)의 하(夏) 정권이 사용한 사연호 정축(丁丑), 오봉(五鳳), 이밀(李密)의 위(魏) 정권이 사용한 사연호 영평(永平), 유무주(劉武周)가 사용한 사연호 천흥(天興), 양사도(梁師都)의 양(梁) 정권이 사용한 사연호 영륭(永隆), 곽자화(郭子和)가 사용한 사연호 정평(正平), 설거(薛擧)의 진(秦) 정권이 사용한 사연호 진흥(秦興), 소선(蕭銑)의 양(梁) 정권이 사용한 사연호 명봉(鳴鳳, 혹은 鳳鳴), 우문화급(宇文化及)의 허(許) 정권이 사용한 사연호 천수(天壽), 이궤(李軌)의 양(凉) 정권이 사용한 사연호 안락(安樂), 고개도(高開道)의 연(燕) 정권이 사용한 사연호 시흥(始興), 고담성(高曇晟)의 제(齊) 정권이 사용한 사연호 시흥(始興)이 있다.

## 연대대조표
| 황태                       | 원년                           | 2년        |
| 서력                       | 618년                          | 619년      |
| 육십간지 (六十干支)        | 무인(戊寅)                     | 기묘(己卯) |
| 수 공제 (隋恭帝)           | 의녕(義寧) 2년                 | -          |
| 당 (唐)                    | 무덕(武德) 원년                | 2년        |
| 초(楚) 주찬(朱粲)          | 창달(昌達) 4년                 | 5년        |
| 초(楚) 임사홍 (林士弘)     | 태평(太平) 2년                 | 3년        |
| 하(夏) 두건덕 (竇建德)     | 정축(丁丑) 2년 오봉(五鳳) 원년 | 2년        |
| 위(魏) 이밀(李密)          | 영평(永平) 2년                 | -          |
| 유무주 (劉武周)            | 천흥(天興) 2년                 | 3년        |
| 양(梁) 양사도 (梁師都)     | 영륭(永隆) 2년                 | 3년        |
| 곽자화 (郭子和)            | 정평(正平) 2년                 | -          |
| 진(秦) 설거(薛擧)          | 진흥(秦興) 2년                 | -          |
| 양(梁) 소선(蕭銑)          | 명봉(鳴鳳, 혹은 鳳鳴) 2년      | -          |
| 허(許) 우문화급 (宇文化及) | 천수(天壽) 원년                | 2년        |
| 양(凉) 이궤(李軌)          | 안락(安樂) 원년                | 2년        |
| 연(燕) 고개도 (高開道)     | 시흥(始興) 원년                | 2년        |
| 제(齊) 고담성 (高曇晟)     | 시흥(始興) 원년                | -          |

## 같이 보기
- 중국의 연호 목록